# Kollikodon ritchiei
Kollikodon ritchiei (лат., от др.-греч. kollix — хлебец) — вид вымерших, возможно, водоплавающих млекопитающих из отряда однопроходных (Monotremata), обитавший в нижнемеловую эпоху (альбский век) на территории Австралии. Единственный известный науке в настоящий момент вид в роде Kollikodon и семействе Kollikodontidae.

## Ископаемые остатки
Известен единственный опаловый фрагмент челюсти Kollikodon ritchiei, с одним премоляром и двумя молярами. Он был найден в Новом Южном Уэльсе. Голотип AMPC F96602 хранится в Австралийском музее (Сидней).

## Описание
Как и его родственник Steropodon, Kollikodon ritchiei был крупным для мезозойского млекопитающего. Судя по размерам его коренных зубов (длина около 5,5 мм, ширина около 4—6 мм), длина его тела могла достигать 1 м. Если он действительно был так велик, то может претендовать на звание одного из крупнейших зверей своего времени, наряду с такими животными, как Repenomamus, Schowalteria и Bubodens.

## Палеоэкология
По имеющимся данным трудно понять, как выглядел и какой образ жизни вёл этот зверь, но вполне возможно, он был полуводным, поскольку его зубы могли предназначаться для дробления раковин моллюсков.